# Schweizer Cup Damen 2017/18 (Unihockey)
Der Schweizer Cup 2017/18 ist die Austragung des Schweizer Cups der Jahre 2017 und 2018.
Der Schweizer Cup wird in sechs Runden ausgetragen. Die Nationalliga-A-Vereine sind automatisch für die zweite Runde qualifiziert. Die Spiele werden effektiv über eine Länge von 60 Minuten ausgetragen. Endet ein Spiel mit einem Unentschieden, wird die Entscheidung in der Verlängerung oder mittels Penaltyschiessen herbeigeführt. Rückspiele werden keine absolviert.

## Teilnehmende Mannschaften
Die Ligazuordnung basiert auf der Saison 2016/17. Ab den 1/32-Finals gilt die Ligazugehörigkeit der neuen Saison.
| Nationalliga A | Nationalliga B | 1. Liga | 2. Liga | 3. Liga                                                      | Juniorinnen U21B    |
| --- | --- | --- | --- | ------------------------------------------------------------ | ------------------- |
| - UHC Dietlikon - Unihockey Aergera Giffers - Wizards Bern-Burgdorf - Unihockey Berner Oberland - Zug United - Red Ants Rychenberg Winterthur - Skorpion Emmental Zollbrück - UH Red Lions Frauenfeld - piranha chur | - Floorball Uri - Sportiva Unihockey Mendrisiotto Ligornetto - Floorball-Riders Dürnten-Bubikon-Rüti - UH Lejon Zäziwil - UHC Waldkirch-St. Gallen - Unihockey Basel Regio - Unihockey Berner Oberland - Hot Chilis Rümlang-Regensdorf | - Bern Capitals - Iron Marmots Davos-Klosters - UHC Visper Lions - UHC Domat-Ems - UHC Nesslau Sharks - Floorball Zurich Lioness - UHC Gürbetal RK Belp - UHC Laupen ZH - UC Yverdon - UHC Trimbach - SC Oensingen Lions - UH Appenzell - Team Aarau - UH Zulgtal Eagles Heimenschwand - Ad Astra Sarnen | - UHC Meiersmaad-Schwanden - UH Wilderswil-Interlaken - UHC Griffons du Chablais Aigle - UHC Wängi - UHC Winterthur United - Unihockey Rheintal Gators Widnau - Zürich Oberland Pumas - Unihockey Gurmels - UHC Black Creek Schwarzenbach - Zürisee Unihockey ZKH - Kadetten Unihockey Schaffhausen - UHC Desertina Bulls Disentis/Mustér - UHT Tornados Frutigen - UHC Thun - UHC Zuger Highlands - Floorball Köniz - Unihockey Schüpfheim-Region Entlebuch - UHC Einhorn Hünenberg - UHC Bremgarten - UHC Pfannenstiel Egg-Maur-Oetwil am See - UHC La Chaux-de-Fonds | - UHT Hot Shots Bronschhofen - UHC Wild Tigers Härkingen-Gäu | - UHC Sarganserland |

## 1. Runde – 1/32-Final
Die Mannschaft aus der niedrigeren Liga erhält immer den Heimvorteil, ansonsten bekam die erstgezogene Mannschaft das Heimrecht. Die Mannschaften der Nationalliga A erhalten ein Freilos für die erste Runde. Ebenfalls erhielt der UHC Waldkirch-St. Gallen ein Freilos, da er Sieger der regulären Nationalliga-B-Saison war.
| Datum                |                                         | Ergebnis  |                                            |
| -------------------- | --------------------------------------- | --------- | ------------------------------------------ |
|                      | UHC Dietlikon                           | -:-       | Freilos                                    |
|                      | UHC Meiersmaad-Schwanden                | -:-       | Freilos                                    |
| 19.08.2017 19:00 Uhr | UH Wilderswil-Interlaken                | 2:11      | Floorball Uri                              |
| 13.08.2017 12:00 Uhr | Iron Marmots Davos-Klosters             | 2:11      | UHC Visper Lions                           |
|                      | UHC Waldkirch-St. Gallen                | -:-       | Freilos                                    |
| 25.06.2017 15:30 Uhr | UHC Griffons du Chablais Aigle          | 4:8       | UHC Wängi                                  |
| 13.08.2017 14:00 Uhr | UHC Winterthur United                   | 4:5       | Rheintal Gators Widnau                     |
|                      | Unihockey Aergera Giffers               | -:-       | Freilos                                    |
|                      | Wizards Bern-Burgdorf                   | -:-       | Freilos                                    |
| 13.08.2017 15:00 Uhr | Zürich Oberland Pumas                   | 3:2       | UHC Domat-Ems                              |
| 19.08.2017 19:00 Uhr | Unihockey Gurmels                       | 2:4       | Sportiva Unihockey Mendrisiotto Ligornetto |
| 18.06.2017 18:30 Uhr | UHC Black Creek Schwarzenbach           | 7:6       | Zürisee Unihockey ZKH                      |
| 19.08.2017 19:00 Uhr | Kadetten Unihockey Schaffhausen         | 1:18      | Unihockey Berner Oberland                  |
| 11.08.2017 20:30 Uhr | UHC Desertina Bulls Disentis/Mustér     | 1:11      | UHC Nesslau Sharks                         |
| 13.08.2017 16:00 Uhr | UHT Tornados Frutigen                   | 1:9       | Floorball Zurich Lioness                   |
|                      | Zug United                              | -:-       | Freilos                                    |
|                      | Red Ants Rychenberg Winterthur          | -:-       | Freilos                                    |
| 01.07.2017 18:00 Uhr | UHC Thun                                | 4:3       | UHC Zuger Highlands                        |
| 20.08.2017 19:00 Uhr | UHC Sarganserland                       | 0:18      | Floorball Riders Dürnten-Bubikon-Rüti      |
| 25.06.2017 15:00 Uhr | UHT Hot Shots Bronschhofen              | 3:8       | UHC Gürbetal RK Belp                       |
| 19.08.2017 17:00 Uhr | UHC Laupen ZH                           | 5:4 n. V. | UH Lejon Zäziwil                           |
| 20.08.2017 16:00 Uhr | Floorball Köniz                         | 2:3       | UC Yverdon                                 |
| 06.08.2017 18:00 Uhr | Unihockey Schüpfheim-Region Entlebuch   | 1:3       | UHC Einhorn Hünenberg                      |
|                      | Skorpion Emmental Zollbrück             | -:-       | Freilos                                    |
|                      | UH Red Lions Frauenfeld                 | -:-       | Freilos                                    |
| 25.06.2017 14:00 Uhr | UHC Trimbach                            | 11:3      | UHC Wild Tigers Härkingen-Gäu              |
| 20.08.2017 18:00 Uhr | UHC Bremgarten                          | 0:16      | Hot Chilis Rümlang-Regensdorf              |
| 18.08.2017 21:00 Uhr | SC Oensingen Lions                      | 0:5 (ff)  | UH Appenzell                               |
| 19.08.2017 18:00 Uhr | UHC Pfannenstiel Egg-Maur-Oetwil am See | 3:12      | Unihockey Basel Regio                      |
| 20.08.2017 15:30 Uhr | Team Aarau                              | 3:4 n. V. | UH Zulgtal Eagles Heimenschwand            |
| 19.08.2017 17:00 Uhr | UHC La Chaux-de-Fonds                   | 1:13      | Ad Astra Sarnen                            |
|                      | piranha chur                            | -:-       | Freilos                                    |

## 2. Runde – 1/16-Final
| Datum                |                                 | Ergebnis |                                            |
| -------------------- | ------------------------------- | -------- | ------------------------------------------ |
| 17.09.2017 18:00 Uhr | UHC Meiersmaad-Schwanden        | 0:26     | UHC Dietlikon                              |
| 10.09.2017 14:30 Uhr | UHC Visper Lions                | 3:6      | Floorball Uri                              |
| 17.09.2017 12:00 Uhr | UHC Wängi                       | 0:8      | UHC Waldkirch-St. Gallen                   |
| 17.09.2017 19:30 Uhr | Rheintal Gators Widnau          | 2:16     | Unihockey Aergera Giffers                  |
| 17.09.2017 17:00 Uhr | Zürich Oberland Pumas           | 2:13     | Wizards Bern-Burgdorf                      |
| 15.09.2017 21:00 Uhr | UHC Black Creek Schwarzenbach   | 1:8      | Sportiva Unihockey Mendrisiotto Ligornetto |
| 17.09.2017 17:30 Uhr | UHC Nesslau Sharks              | 1:13     | Unihockey Berner Oberland                  |
| 17.09.2017 16:00 Uhr | Floorball Zurich Lioness        | 1:7      | Zug United                                 |
| 17.09.2017 19:00 Uhr | UHC Thun                        | 0:20     | Red Ants Rychenberg Winterthur             |
| 17.09.2017 11:00 Uhr | UHC Gürbetal RK Belp            | 2:7      | Floorball Riders Dürnten-Bubikon-Rüti      |
| 15.09.2017 21:00 Uhr | UC Yverdon                      | 0:10     | UHC Laupen                                 |
| 17.09.2017 16:00 Uhr | UHC Einhorn Hünenberg           | 0:15     | Skorpion Emmental Zollbrück                |
| 17.09.2017 18:30 Uhr | UHC Trimbach                    | 1:7      | UH Red Lions Frauenfeld                    |
| 17.09.2017 15:00 Uhr | UH Appenzell                    | 4:8      | Hot Chilis Rümlang-Regensdorf              |
| 17.09.2017 17:00 Uhr | UH Zulgtal Eagles Heimenschwand | 2:5      | Unihockey Basel Regio                      |
| 15.09.2017 20:00 Uhr | Ad Astra Sarnen                 | 2:17     | piranha chur                               |

## 3. Runde – 1/8-Final
| Datum                |                                            | Ergebnis  |                             |
| -------------------- | ------------------------------------------ | --------- | --------------------------- |
| 22.10.2017 20:00 Uhr | Zug United                                 | 5:2       | UHC Waldkirch-St. Gallen    |
| 22.10.2017 16:00 Uhr | Hot Chilis Rümlang-Regensdorf              | 7:4       | Wizards Bern-Burgdorf       |
| 22.10.2017 18:45 Uhr | Sportiva Unihockey Mendrisiotto Ligornetto | 3:4 n. V. | UHC Laupen ZH               |
| 22.10.2017 18:00 Uhr | Red Ants Rychenberg Winterthur             | 3:0       | UH Red Lions Frauenfeld     |
| 22.10.2017 17:00 Uhr | Unihockey Basel Regio                      | 2:5       | Skorpion Emmental Zollbrück |
| 22.10.2017 18:00 Uhr | Unihockey Aergera Giffers                  | 3:5       | Unihockey Berner Oberland   |
| 22.10.2017 19:30 Uhr | Floorball-Riders Dürnten-Bubikon-Rüti      | 3:6       | UHC Dietlikon               |
| 22.10.2017 17:00 Uhr | Floorball Uri                              | 2:8       | piranha chur                |

## 4. Runde – 1/4-Final
| Datum                |                                | Ergebnis |                             |
| -------------------- | ------------------------------ | -------- | --------------------------- |
| 19.11.2017 17:00 Uhr | Hot Chilis Rümlang-Regensdorf  | 1:10     | piranha chur                |
| 19.11.2017 19:00 Uhr | Unihockey Berner Oberland      | 2:7      | Skorpion Emmental Zollbrück |
| 19.11.2017 19:30 Uhr | UHC Dietlikon                  | 6:1      | Zug United                  |
| 19.11.2017 18:30 Uhr | Red Ants Rychenberg Winterthur | 5:2      | UHC Laupen ZH               |

## 5. Runde – 1/2-Final
| Datum                |                             | Ergebnis  |                                |
| -------------------- | --------------------------- | --------- | ------------------------------ |
| 12.01.2018 20:30 Uhr | Skorpion Emmental Zollbrück | 4:5 n. P. | Red Ants Rychenberg Winterthur |
| 13.01.2018 19:00 Uhr | piranha chur                | 6:2       | UHC Dietlikon                  |

## 6. Runde – Final
| 24. Februar 2018 15:15 Uhr |  | Red Ants Rychenberg Winterthur | Spielbericht | piranha chur | Sporthalle Wankdorf, Bern |